# Руса III
Руса III (Руса, син Ерімена) — цар держави Урарту періоду її занепаду, роки правління близько 605—595 до н. е.
Під час правління Руси III, Урарту переживала занепад своєї державності. Протягом останніх десятиліть урартські царі поступово втрачають контроль над центром країни, і столиця Урарту зміщувалася із міста Тушпи, розташованого на березі озера Ван, в місто Тейшебаіні, розташоване в Закавказзі. Однак незадовго до початку правління Руси III, в 609 році до н. е. відбулася важлива зовнішньополітична подія: південний сусід і вічний суперник Урарту Ассирія, під натиском мідійців і вавилонян перестала існувати. Урарти, таким чином, знову відчули себе господарями у центрі країни і на південних кордонах, проте ненадовго, тому що навколо Урарту почало змикатися кільце нових ворогів. 
Руса III, натхненний падінням Ассирії, очевидно, концентрувався на господарській діяльності. Залишилося кілька написів Руси III про будівництво нових зерносховищ в Тушпі, Еребуні і Аргіштіхінілі. 
|  | Переклад напису:... Руса, син Ерміни, це зерносховище наповнив. Тут 6848 капі зерна . |

Ймовірно, що Урарту, що з часів Сардурі III фактично було васальною державою по відношенню до Ассирії після 609 року до н. е. відразу стало васальним по відношенню до Мідії. Однак, ймовірно, що урартські міста в Закавказзі користувалися незалежністю ще деякий нетривалий час, і столиця Урарту фактично перемістилася в Тейшебаіні.